# کریستین امبوما
کریستین امبوما (انگلیسی: Christine Mboma؛ زادهٔ ۲۲ مهٔ ۲۰۰۳) دونده زن اهل نامیبیا است.
وی در مسابقات کشوری و بین‌المللی در مجموع برندهٔ ۱ مدال نقره شده‌است.